# Quatro ocupações

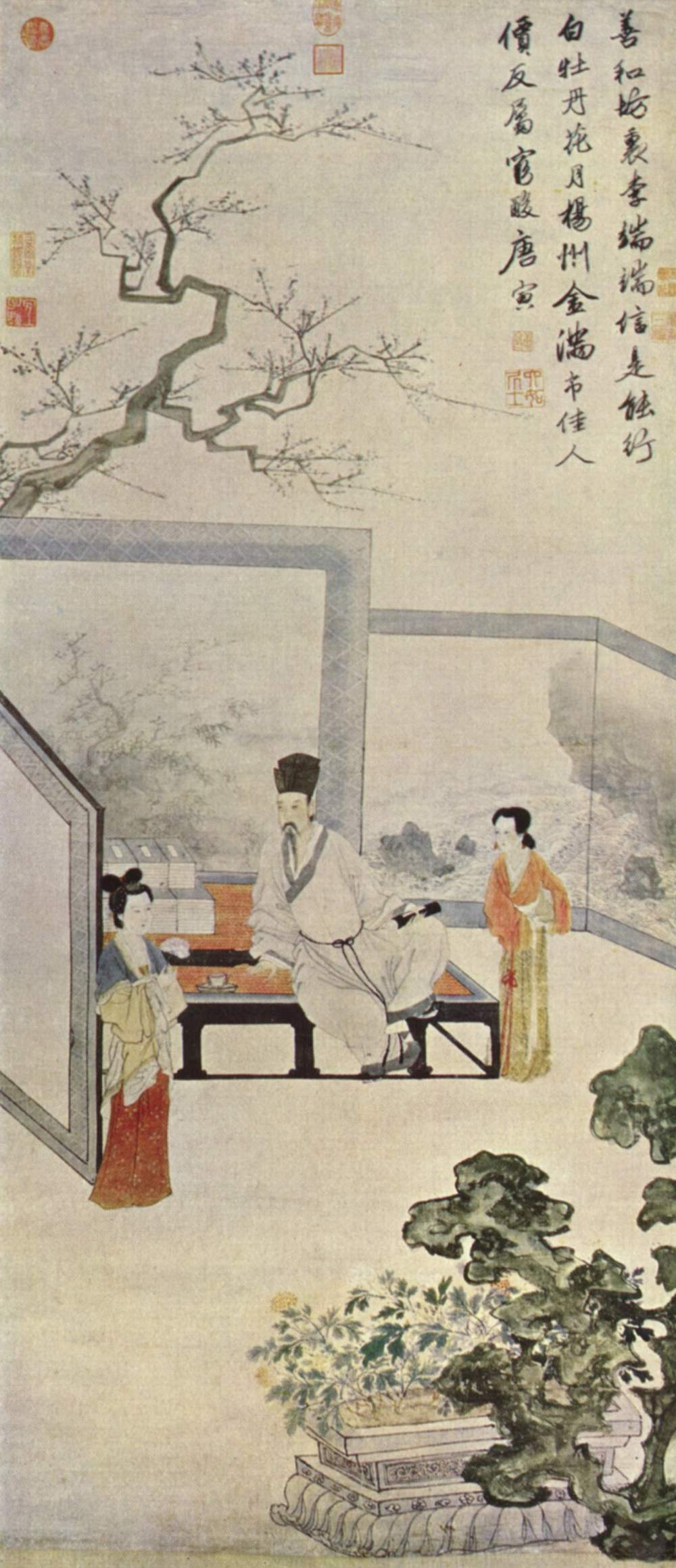
Pintura de Tang Yin que retrata um proprietário de terras com duas cortesãs.

As quatro ocupações ou quatro categorias do povo (chinês simplificado: 士农工商, chinês tradicional: 士農工商, pin yin: Shì, Nóng, Gōng, Shāng) foram uma estrutura hierárquica social desenvolvida na antiga china por estudiosos do legalismo ou do confucionismo e que existia desde a Dinastia Chou. É considerada uma parte central da estrutura social da filosofia Fengjian. Em ordem decrescente, a hierarquia determinava os shi (estudiosos donos de terras), os nong (camponeses fazendeiros), os gong (artesãos) e os shang (comerciantes). Estas categorias abrangentes eram muito mais uma idealização do que uma realidade prática, devido à comercialização da sociedade chinesa nos períodos Sung e Ming, que ofuscou as linhas que dividiam essas quatro distinções sociais.
Este sistema não esteve presente em todos os outros grupos sociais existentes na China pré-moderna. A definição da identidade da classe shi mudou com o passar do tempo, de uma casta de guerreiros para uma elite intelectual aristocrática e, finalmente, para uma elite estudiosa burocrática com menos ênfase na arcaica linhagem nobre. Havia ainda uma fusão gradual dos mercadores ricos e dos proprietários de terras, culminando no período mais tardio da dinastia Ming.